# Idun Reiten
Idun Reiten (Klæbu, 1 de enero de 1942-19 de agosto de 2025) fue una profesora noruega de matemáticas, considerada una de las mejores matemáticas noruegas de la actualidad. 

## Biografía
Reiten obtuvo el doctorado en la Universidad de Illinois en 1971. Se convirtió en profesora en la Universidad de Trondheim en 1982, ahora llamada Universidad Noruega de Ciencia y Tecnología. Su área de investigación es la teoría de la  representación de álgebras artinianas, el álgebra conmutativa y el álgebra homológica. Sus contribuciones con Maurice Auslander forman parte del estudio de las álgebras artinianas conocida como Teoría de Auslander-Reiten.
En el año 2009 fue elegida miembro de la Real Academia Sueca de Ciencias. Es también miembro de la Academia Noruega de Ciencia y Letras, de la Real Sociedad Noruega de Ciencias y Letras, y de la Academia Europaea.
Impartió la Conferencia Emmy Noether en el Congreso Internacional de Matemáticos (ICM) en el año 2010 en Hyderabad y fue conferenciante invitada en el ICM 1998 en Berlín.
En el año 2012 se convirtió en miembro de la Sociedad Americana de Matemáticas.

## Premios y reconocimientos
- En 2007 se le otorgó el premio Möbius.[7]
- En 2009 recibió el premio Fridtjof Nansen para investigadores en el campo de las matemáticas y las ciencias naturales, y la medalla Nansen por una investigación excepcional.[8]
- El 2014, el rey noruego le otorgó la Orden de St. Olaf por su trabajo en matemáticas.[9]